# Измаил (летище)
Международно летище „Измаил“ (на украински: Міжнародний аеропорт „Ізмаїл“) е обществено летище, разположено в покрайнините на град Измаил, Одеска област. То е открито през 1944 г.

## История
Летището е построено през 1944 г., първоначално е функционирало като военно летище за нуждите на граничната и морска авиация. През 1964 г. започва да превозва пътници.
През 70–те и 80–те години на 20 век се осъществяват полети до Киев (Як–40), Симферопол (Як–40), Одеса (Як–30, Ан–2), Каменец Подолски (Ан–2), Лвов (Як–40) и Кишинев (Ан–2). През 1988 г. е пусната в експлоатация писта с дължина 1800 m, което позволява да се приемат самолети от класа Як–42 и Ан–12.
След разпадането на СССР, в периода през 1993 – 1997 г. летището не работи. През 1997 г. получава международен статут. През 2001 г. става собственост на местния съвет на град Измаил. Местната власт отделя много средства за ремонт на помещенията и погасяване на дългове на неизплатени заплати. През този период летището приема полети от Киев, Истанбул и Варна.
През 2006 г. летището става собственост на Одеския регионален съвет. През 2007 г. летището обслужва 3 полета седмично за Турция. През 2009 г. летището спира да функционира, заради световната икономическа криза. То оставя сериозни дългове по отношение на възнаграждения, данъци и пенсии, които се трупат през годините. При затварянето му са извършени чартърни полети до Истанбул (Турция) и Варна (България).